# Брюстер, Джордана
Джорда́на Брю́стер (англ. Jordana Brewster; род. 26 апреля 1980, Панама) — американская актриса и модель, известная благодаря роли Мии Торетто в серии фильмов «Форсаж», ролям в «Факультете», «Техасской резне бензопилой: Начало» и сериале «Даллас», где она сыграла Элену Рамос.

## Биография
Джордана Брюстер родилась в городе Панама-Сити, Панама в семье американского инвестиционного банкира и бывшей фотомодели из Бразилии Марии Жуан (урождённой Леал Ди Соза). После рождения она жила в Лондоне в течение шести лет, до тех пор, пока не переехала в родной город матери Рио-де-Жанейро, где научилась бегло говорить по-португальски. Здесь она впервые привлекла внимание бразильских зрителей, исполнив роль танцовщицы в популярном детском шоу. В 10 лет она переехала в Нью-Йорк. Брюстер проходила обучение в Convent of the Sacred Heart и окончила Professional Children’s School в Нью-Йорке. Затем она поступила в Йельский университет, который окончила в 2003 году. Её дед по отцу, Кингман Брюстер-мл., в 1963—1977 годах был президентом Йельского университета.

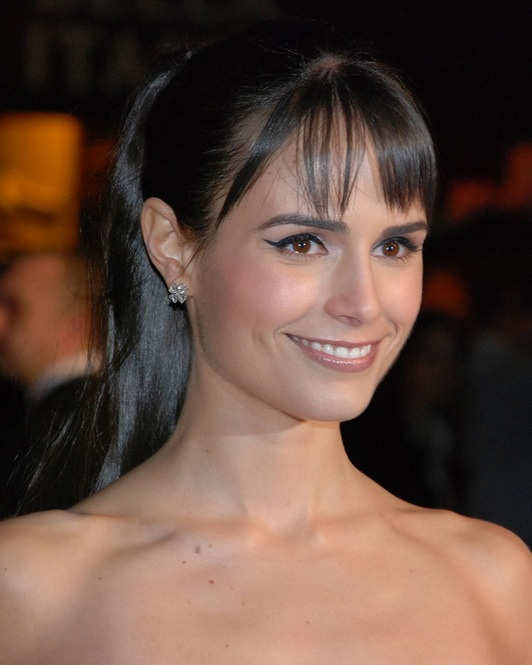
Брюстер в 2009 году

Брюстер дебютировала с эпизодической роли в дневной мыльной опере «Все мои дети» в 1995 году. Вскоре после этого она получила роль Никки Мэнсон в мыльной опере «Как вращается мир», которая в 1997 году принесла ей номинацию на премию «Дайджеста мыльных опер» лучшей молодой актрисе. Параллельно с работой в мыле, Брюстер обучалась актёрскому мастерству и в 1998 году дебютировала на большом экране с одной из главных ролей в подростковом триллере «Факультет». В следующем году она появилась в мини-сериале «Шестидесятые», вскоре ушла из мыльной оперы, а в 2001 году снялась с Камерон Диас в фильме «Невидимый цирк».
Прорывом в карьере Брюстер стала роль в фильме 2001 года «Форсаж», вскоре после чего она регулярно попадала на верхние строчки в рейтинги самых сексуальных женщин мира. Дополнительный интерес прессы к Брюстер в тот период вызвал её роман с Марком Уолбергом. Хотя фильм имел большой успех, она решила продолжить обучение и в следующий раз появилась на экране лишь в 2004 году, сыграв в провальной комедии «Шпионки». Следом она сыграла главную роль в независимой драме «Рядом с Грейс», а в 2006 году появилась напротив Джеймса Франко в фильме «Поединок». В том же году она сыграла главную роль в фильме ужасов «Техасская резня бензопилой: Начало», самом коммерчески успешном проекте, где она играла ведущую роль.
В 2007 году Брюстер предприняла попытку вернуться на телевидение с главной ролью в пилоте «Мистер и миссис Смит» для ABC, основанном на одноимённом фильме с Анджелиной Джоли. Пилот имел огромный бюджет, однако канал решил его не заказывать для последующей трансляции. Брюстер следом была приглашенной звездой в нескольких эпизодах сериала «Чак», а после вернулась к своей роли во франшизе «Форсаж». Она снялась в фильмах «Форсаж 4» (2009), «Форсаж 5» (2011) «Форсаж 6» (2013) и «Форсаж 7» (2015).
В начале 2011 года Брюстер была приглашена на роль Элены Рамос в телесериал «Даллас», который является продолжением одноимённого телесериала 1978—1991 годов. Её персонаж является одной из двух ведущих женских героинь, а сериал стартовал в июне 2012 года. 3 октября 2014 года сериал был закрыт после трёх сезонов из-за спада рейтингов. В следующем году Брюстер взяла на себя заметные роли в двух сериалах-антологиях; «Секреты и ложь» на ABC, и «Американская история преступлений: Народ против О. Джея Симпсона» на FX.

## Личная жизнь
С 6 мая 2007 года была замужем за продюсером фильма «Техасская резня бензопилой: Начало» Эндрю Формом, с которым встречалась перед тем два года. У них есть два сына, рождённых суррогатной матерью: Джулиан Брюстер-Форм (род. 10.09.2013) и Роуэн Брюстер-Форм (род.09.06.2016). Позже Брюстер развелась, в 2022 году вступила во второй брак — с Мейсоном Морфитом.
В 2009 году заняла 8 место в рейтинге журнала Maxim Hot 100.

## Фильмография
| Кино        | Кино                               | Кино                                       | Кино                | Кино |
| Год         | Русское название                   | Оригинальное название                      | Роль                | Примечание |
| ----------- | ---------------------------------- | ------------------------------------------ | ------------------- | --- |
| 1998        | Факультет                          | The Faculty                                | Дэлайла Профит      | |
| 2001        | Невидимый цирк                     | The Invisible Circus                       | Фиби                | |
| 2001        | Форсаж                             | The Fast and the Furious                   | Миа Торетто         | |
| 2004        | Шпионки                            | D.E.B.S.                                   | Люси Даймонд        | |
| 2005        | Рядом с Грейс                      | Nearing Grace                              | Грейс Чанс          | |
| 2006        | Поединок                           | Annapolis                                  | Эйли                | |
| 2006        | Техасская резня бензопилой: Начало | The Texas Chainsaw Massacre: The Beginning | Крисси              | Номинация — Teen Choice Awards — Лучшая актриса Номинация — Teen Choice Awards — Лучший испуг Номинация — Scream Awards — Scream King |
| 2009        | Форсаж 4                           | Fast & Furious                             | Миа Торетто         | Teen Choice Awards — Лучшая актриса                                                                                                   |
| 2011        | Форсаж 5                           | Fast Five                                  | Миа Торетто         | Номинация — Teen Choice Awards — Лучшая актриса                                                                                       |
| 2013        | Форсаж 6                           | Furious 6                                  | Миа Торетто         | |
| 2014        | Ограбление по-американски          | American Heist                             | Эмили               | |
| 2015        | Дом, милый ад                      | Home Sweet Hell                            | Дасти               | |
| 2015        | Форсаж 7                           | Fast & Furious 7                           | Миа Торетто         | |
| 2021        | Форсаж 9                           | F9                                         | Миа Торетто         | |
| 2023        | Больше, чем люди                   | Simulant                                   | Фэй                 | |
| 2023        | Форсаж 10                          | Fast X                                     | Миа Торетто         | |
| 2025        | Глаза-сердечки                     | Heart Eyes                                 | детектив Шоу        | |
| Телевидение |                                    |                                            |                     | |
| Год         | Русское название                   | Оригинальное название                      | Роль                | Примечание |
| 1995        | Все мои дети                       | All My Children                            | Анита Сантос        | 1 эпизод |
| 1995—2001   | Как вращается мир                  | As The World Turns                         | Никки Мэнсон        | 114 эпизодов Номинация — Премия «Дайджеста мыльных опер» лучшей молодой актрисе (1997)                                                |
| 1999        | Шестидесятые                       | The 60’s                                   | Сара Вайнсток       | Мини-сериал |
| 2007        | Мистер и миссис Смит               | Mr. and Mrs. Smith                         | Джейн Смит          | Пилот |
| 2008—2010   | Чак                                | Chuck                                      | Джилл Робертс       | 4 эпизода |
| 2010        | Под прикрытием                     | Dark Blue                                  | Мария               | 3 эпизода |
| 2012—2014   | Даллас                             | Dallas                                     | Элена Рамос         | 40 эпизодов Номинация — Премия ALMA за лучшую женскую роль в драматическом сериале (2012)                                             |
| 2016        | Секреты и ложь                     | Secrets & Lies                             | Кейт Уорнер         | |
| 2016        | Американская история преступлений  | American Crime Story                       | Дениз Браун         | |
| 2016—2018   | Смертельное оружие                 | Lethal Weapon                              | доктор Морин Кэхилл | |
| 2025        | Элсбет                             | Elsbeth                                    | Хлоя                | 13 серия 2 сезона |